# Рудановский, Аркадий Константинович
Аркадий Константинович Рудановский (23 января 1873 — 1933, Париж) — известный русский коллекционер произведений искусства, поручик лейб-гвардии Преображенского полка. Из семьи потомственных дворян. Сын генерала от инфантерии в отставке Константина Васильевича Рудановского и Елизаветы Максимовны, урождённой Лазаревой.
Окончил Пажеский корпус. В 1913 году вышел в отставку. Жил в Санкт-Петербурге, на Невском проспекте, 51. Как и отец, был страстным коллекционером живописи. Собирал картины французской школы и, эпизодически, произведения русских живописцев. Он также был одним из крупнейших частных торговцев произведениями искусства, антиквариатом и ювелирными изделиями Российской империи. В 1905 году он открыл свой первый антикварный магазин на Невском проспекте, 62. Рудановский был близким другом и партнёром Агафона Фаберже, сына знаменитого императорского ювелира Густава Фаберже. После революции Рудановский и Фаберже стали скупать ценные предметы, создав одну из лучших коллекций произведений ювелирного искусства и антиквариата в России и Европе. В июне 1918 года, при поддержке и совету А. К. Рудановского, Агафон также открыл свой антикварный магазин на Большой Морской улице, 16, в центре Петрограда (в 1919 году А. Фаберже был арестован, в 1920 году отпущен на свободу).
Рудановский передал значительную часть вновь приобретённых произведений искусства в дар Эрмитажу. Оставшиеся предметы были спрятаны для будущих поколений на даче Агафона Фаберже, которую стали называть «Малым Эрмитажем» .
В начале 1920-х годов Рудановский эмигрировал во Францию, а его собрание было национализировано и частично распродано. Большая часть коллекции поступила в собрание Государственного Эрмитажа. Коллекционер скончался в Париже, похоронен на кладбище Сен-Женевьев-де-Буа.